# Куре (атолл)
Куре (англ. Kure) — атолл в северной части Гавайских островов. Является частью штата Гавайи (США). Гавайское название — Мокупапапа (Mokupāpapa), в переводе с гавайского языка — «Океан». На Куре отсутствует постоянное население, доступ на остров ограничен.
На Куре расположена станция LORAN.

## География
Атолл Куре расположен почти в 2000 км от Гонолулу, в 80 км от ближайшего атолла Мидуэй и в 150 км от Линии перемены даты.
Куре — самый северный атолл в мире. Диаметр острова составляет около 9 км, длина окружности — 25 км. Включает в себя несколько островков (моту). Крупнейший из них — остров Грин (англ. Green Island), площадь которого составляет 0,78 км², в то время как площадь всего атолла — 0,86 км². В центре Куре расположена лагуна, соединённая с океаническими водами несколькими проходами, через которые могут проплывать небольшие корабли. Атолл окружён коралловым рифом.
Атолл является птичьим заповедником и частью морского заповедника. На Куре обитает большое количество тюленей-монахов.

## История
Атолл Куре был открыт русским путешественником М. Н. Станюковичем в 1820 году. В 1823 году остров повторно открыл капитан Бенджамин Моррелл.

## Галерея

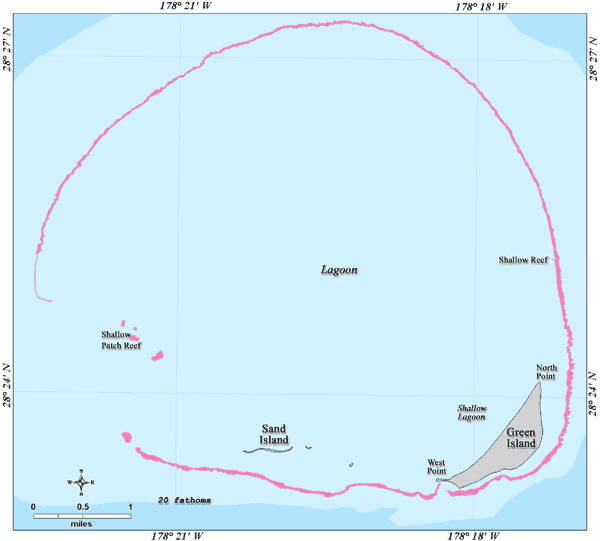
Карта острова.
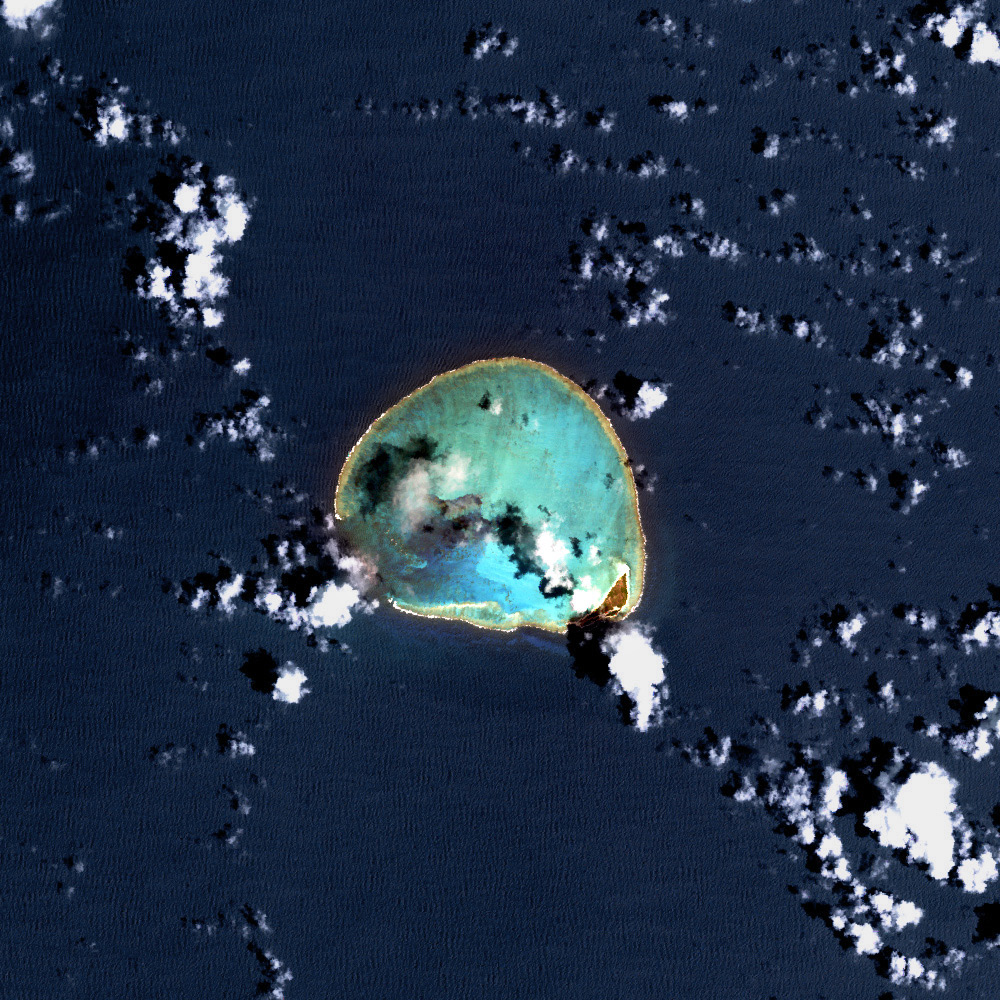
Космический снимок атолла.